# Логинов, Николай Константинович
Николай Константинович Логинов (8 декабря 1904 — 6 июня 1986) — советский военный деятель, генерал-майор авиации, участник Великой Отечественной войны.

## Биография
Николай Константинович Логинов родился 8 декабря 1904 года в деревне Логиново (ныне — Бабаевский район Вологодской области). В 1923 году был призван на службу в Военно-морской флот СССР. В 1928 году окончил Ленинградскую военно-теоретическую школу лётчиков, в 1929 году — Севастопольскую военную школу морских лётчиков и лётчиков-наблюдателей ВВС Красной Армии, в 1933 году — курсы усовершенствования начальствующего состава при Военно-воздушной академии имени Н. Е. Жуковского. Служил на Черноморском флоте, пройдя путь от младшего лётчика до командира авиационного полка. В феврале-марте 1941 года командовал 29-й авиационной бригадой ВВС Тихоокеанского флота. В марте 1941 года назначен на должность командира 8-й авиационной бригады ВВС Балтийского флота. Здесь он встретил начало Великой Отечественной войны.
В первые же дни части бригада Логинова приняла бой против немецких войск, добившись немалых успехов. Во многом благодаря её действиям немецкие части группы армий «Север» не смогли дойти к первой половине августа до южного берега Финского залива и перерезать пути сообщения между Ленинградом и Таллином. Уже за первый год боевых действий она нанесла ряд ударов по крупным военно-промышленным и стратегическим центрам Германии и её союзницы Финляндии — Берлину, Мемелю, Данцигу, Кёнигсбергу, Штеттину, Хельсинки, Турку, Котке. В результате действий лётчиков бригады за этот год враг потерял 8 боевых кораблей, 21 транспорт, 10 катеров, 29 портовых складов, 9 заводов, 2 складов с нефтепродуктами, 36 железнодорожных станций, 23 боевых складов, 61 полевое орудие, 552 танка, 123 самолёта и более 11 тысяч солдат и офицеров.
В августе 1942 года Логинов был переведён в ВВС Беломорской военной флотилии на должность командира 3-й авиационной группы. Позднее был начальником штаба, командующим ВВС этой флотилии, а в марте 1945 года вновь принял командование 3-й авиационной группой. Его  лётчики совершали боевые вылеты на бомбардировки заполярных аэродромов и баз противника, воздушную разведку, прикрытие кораблей в Белом, Баренцевом и Карском морях. Наладив противолодочную оборону, добился минимизации потерь среди прикрывемых судов. При его непосредственном участии было проведено более 150 отечественных и союзных конвоев.
После окончания войны продолжал службу в Военно-морском флоте СССР. В 1946—1948 годах был начальником Феодосийского военно-морского авиационного училища, в 1950—1953 годах — начальником авиационного факультета Высшей военной академии имени К. Е. Ворошилова. С декабря 1953 года преподавал в Военно-морской академии кораблестроения и вооружения имени А. Н. Крылова, был заместителем начальника кафедры тактики родов Военно-морского флота, затем кафедры тактики Военно-морского флота. В июне 1960 года был уволен в запас. Умер 6 июня 1986 года, похоронен на кладбище Санкт-Петербургского крематория.

## Награды
- Орден Ленина (20 июня 1949 года);
- 3 ордена Красного Знамени (23 октября 1942 года, 3 ноября 1944 года, 3 ноября 1953 года);
- Орден Нахимова 2-й степени (19 февраля 1945 года);
- 3 ордена Отечественной войны 1-й степени (1 октября 1943 года, 16 августа 1945 года, 6 апреля 1985 года);
- Медали «За оборону Ленинграда», «За оборону Советского Заполярья» и другие медали.